# دهستان گوزل‌دره
گوزل‌دره، شهری است از توابع شهرستان سلطانیه در استان زنجان ایران.شهرستان قلتوق همان قیدار خدابنده است.

## جمعیت
براساس سرشماری سال ۱۳۸۵ جمعیت آن ۴٬۹۵۹ نفر (۱٬۳۲۴ خانوار) بوده‌است.